# طريق باتجاهين (فلم)
طريق باتجاهين (بالإنجليزية: Look Both Ways) هو فيلم أمريكي من نوع الكوميديا الرومانسية والدراما لعام 2022، من إخراج وانوري كاهيو وكتابة أبريل بروسير. قام ببطولته ليلي راينهارت، لوك ويلسن، أندريا سافيج، آيشا دي، داني راميريز، ديفيد كورينسويت، ونيا لونغ.
تم إصدار الفيلم في 17 أغسطس 2022 بواسطة نتفليكس.

## القصة
خلال سنتها الأخيرة في جامعة تكساس، تمارس ناتالي الجنس مع صديقها غابي، ويتفقان على عدم "جعل الأمر معقدًا". بعد بضعة أسابيع، في ليلة تخرجها، تشعر ناتالي بالغثيان، فتجلب لها صديقتها المقربة كارا اختبارات حمل. عندما تأخذ ناتالي الاختبارات، ينقسم مسار حياتها إلى واقعين متوازيين بناءً على النتيجة، حيث يعرض الفيلم كلا القصتين في نفس الوقت.

### الاختبار الإيجابي
في الواقع الذي تكون فيه نتيجة الاختبار إيجابية، تعود ناتالي إلى منزل والديها، اللذين لا يشعران بالحماس حيال الأمر ويجدان أن غابي، الطامح لأن يصبح موسيقيًا، ليس شريكًا مناسبًا. رغم ذلك، يشجعها والداها على متابعة حلمها في أن تصبح رسامة رسوم متحركة، بينما تحاول التكيف مع فكرة أنها ستصبح أمًا.
تواجه ناتالي وغابي صعوبات في تربية ابنتهما روزي معًا. يريد غابي أن ينتقلوا للعيش معًا، لكن ناتالي ترفض وتطلب منه مواعدة أشخاص آخرين، لكنها لاحقًا تندم على قرارها أثناء حديثها مع كارا. يبدأ غابي علاقة مع امرأة تدعى ميراندا، ما يجعل ناتالي غير مرتاحة. أثناء زيارتها لكارا وصديقتها في لوس أنجلوس، تتلقى ناتالي مكالمة من روزي التي تخبرها أنها تُركت مع شخص غريب طوال الليل. تعود ناتالي مسرعة، لتكتشف أن غابي قد خطب ميراندا. بعد ذلك، تكرّس نفسها لفنها.
تحقق ناتالي اختراقًا في مسيرتها الفنية، حيث يتم قبولها في مهرجان South by Southwest في أوستن، حيث تشارك في حلقة نقاش مع فنانين آخرين حول قصتها المصورة المستوحاة من روزي.
في إحدى الليالي، تحضر ناتالي وروزي حفلة لفرقة غابي الموسيقية. بعد العرض، تسأل ناتالي عن سبب غياب ميراندا، فيخبرها غابي بأنه أنهى الخطوبة لأنه يحبها هي، وليس ميراندا. عندها، يخوضان محادثة جادة حول مستقبلهما معًا.

### الاختبار السلبي
في هذا الواقع، تنتقل ناتالي إلى لوس أنجلوس مع كارا لبدء حياتها المهنية. تتقدم للحصول على وظيفة كمساعدة لدى الرسامة الشهيرة لوسي غالاوي، وبعد فترة من الانتظار، تحصل على الوظيفة وتكوّن علاقة قوية مع زميلها جيك، الذي يحلم بأن يصبح منتجًا سينمائيًا ناجحًا.
تتطور العلاقة بين ناتالي وجيك ليصبحا شريكين عاطفيين، حتى يحصل جيك على فرصة عمل لمدة عام في نوفا سكوشا كمنتج سينمائي. يحاولان الحفاظ على العلاقة عن بعد، لكن ناتالي تجد صعوبة في ذلك بسبب انشغال جيك المستمر. في الوقت نفسه، تقدم أعمالها إلى لوسي، لكنها تحصل على نقد حاد لافتقارها إلى الأصالة. تنصحها لوسي بالتوقف عن العمل للعثور على أسلوبها الفني الخاص، فتقرر ناتالي الاستقالة. تعود إلى مسقط رأسها لحضور حفلة استقبال مولود صديقتها كارا، وتشعر بالإحباط لعدم تحقيقها النجاح الذي كانت تطمح إليه.
في النهاية، تحقق ناتالي نجاحًا مهنيًا عندما يتم قبول فيلمها القصير في مهرجان South by Southwest في أوستن.
خلال المهرجان، تلتقي غابي بعد خمس سنوات، حيث يتبادلان الحديث عن حياتهما. بعد ذلك، تفاجأ عندما تجد أن جيك قد جاء لدعمها رغم المخاطرة بوظيفته. تشاهد لوسي فيلمها القصير وتشجعها على إعادة التواصل معها عند عودتها إلى لوس أنجلوس.

### تقاطع الواقعين
يلتقي كل من ناتالي وشريكها في كلا الواقعين أمام منزل أخويتها الجامعي، حيث أجرت اختبار الحمل في البداية. في كلا الخطين الزمنيّين، تصعد ناتالي إلى الحمام، تنظر إلى نفسها في المرآة، وتطمئن نفسها بأن الأمور سارت على ما يرام قبل أن تغادر.

## طاقم التمثيل
- ليلي راينهارت بدور ناتالي بينيت
- داني راميريز بدور غابي
- ديفيد كورينسويت بدور جيك
- عائشة دي بدور كارا
- أندريا سافيج بدور تينا بينيت
- لوك ويلسن بدور ريك بينيت
- نيا لونغ بدور لوسي غالاوي
- إي. إيه. كاستيلو (المعروفة باسم إليسا أنيت) بدور شاي تينزي
- أماندا كنابيك بدور ميراندا
- جاكلين وفرانسيني سيامان بدور روزي

## وصلات خارجية
- مقالات تستعمل روابط فنية بلا صلة مع ويكي بيانات